# Victor Considerant

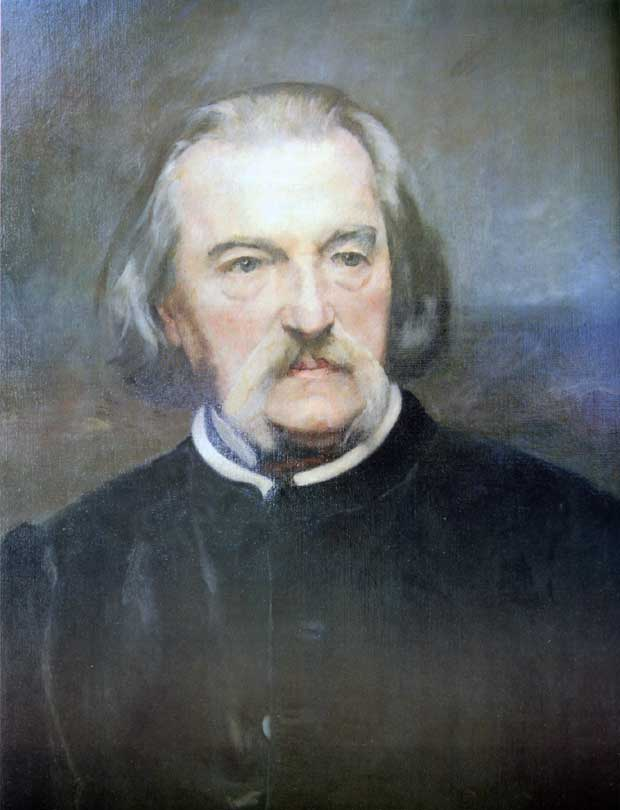
Victor Considerant

Victor Considerant (* 12. Oktober 1808 in Salins-les-Bains, Département Jura; † 27. Dezember 1893 in Paris) war ein französischer Philosoph und polytechnischer Ökonom und ein Anhänger des Fourierismus.

## Biographie
Victor Prosper Considerant und nicht Considérant („[…] es gibt kein accent aigu auf meinem e. Seit mehr als sechzig Jahren versuche ich vergeblich, meinen Namen dagegen zu verteidigen!“) war Schüler seines Vaters Jean-Baptiste, der eine Rhetorikprofessur am Collegium von Salins innehatte. Als Sechzehnjähriger kam er ans Polytechnikum in Besançon, wo er sich von seiner Brieffreundin Clarisse Vigoureux für den Fourierismus begeistern ließ. 1826 erlangte er seine Promotion und machte in Paris persönliche Bekanntschaft mit Charles Fourier.
1832 gehörte er zu den Gründern der Zeitschrift Le Phalanstère und wurde deren Chefredaktor. Die Publikation weiterer Periodika folgte: 1834 Destinée sociale und 1836 La Phalange. Im Jahr 1837 wurde er Nachfolger von Fourier als Direktor der École Sociétaire.
1843 entsandte ihn der Kanton Seine als gewählten Vertreter in den Conseil Général; im gleichen Jahr gründete er die Zeitschrift La Démocratie Pacifique, welche großen Erfolg hatte. Ab 1848 war er Abgeordneter des Département Loiret und ab 1849 von Paris. Im Conseil Général zählte er zur extremen Linken und verwendete als erster den Begriff des Rechtes auf Arbeit. Dieser Begriff wurde zu einer der zentralen Ideen des Sozialismus und der Arbeiterbewegung und gehörte zu den Kernforderungen der 1848er-Revolution. Considerant gilt auch als der Erfinder der Verhältniswahl. Er befürwortete die direkte Demokratie (ebenfalls ein Begriff, den er prägte) und das Referendum als wichtiges direktdemokratisches Instrument. Im Juni 1848 war er der einzige Abgeordnete, der für das Stimmrecht der Frauen eintrat.
Im Juni 1849 führte Considerant eine Demonstration gegen Louis-Napoleon Bonaparte an, der seiner Ansicht nach einen Verfassungsbruch beging, weil dieser den Papst gegen die Römische Republik unterstützt hatte. Zur Verhaftung ausgeschrieben, ging er zunächst nach Belgien ins Exil, später nach den Vereinigten Staaten, wo er, auf Anregung von Albert Brisbane, in Texas das Phalanstère La Réunion gründete; entscheidende finanzielle Unterstützung dafür kam von Jean-Baptiste André Godin. Nach dem Scheitern dieses Phalanstère zog er sich nach San Antonio zurück, wo seine langjährige Freundin und Begleiterin Clarisse Vigoureux 1865 starb. Nach einer Amnestie, die ihm die Rückkehr nach Frankreich ermöglichte, trat er der Ersten Internationale bei und unterstützte die Pariser Commune (1871).
Der Bildhauer Alphonse Voisin-Delacroix, ein Angehöriger von Vigoureux, schuf eine Büste Considerants, die 1890 am Salon de Paris gezeigt wurde (heute im Musée des Beaux-Arts de Besançon). Considerant 1893 starb im Pariser Quartier Latin. Seine Beerdigung vereinigte viele Sozialisten, darunter Jean Jaurès.
Das französische Kulturministerium hat das Jahr 2008 zu Ehren seines 200. Geburtstags als „Jahr von Victor Considerant“ ausgerufen. Es fanden zahlreiche Veranstaltungen statt, speziell in seiner Geburtsstadt Salins-les-Bains.

## Rezeption
In seinem Buch The Federal Reserve Conspiracy (1995) bezichtigt der britische Ökonom Antony C. Sutton den Philosophen Karl Marx des Plagiats; dieser habe für sein Manifest der Kommunistischen Partei von 1848 wichtige Teile aus Victor Considerants Werk Principe du socialisme; Manifeste de la démocratie au XIXe siècle (1843 veröffentlicht, zweite Auflage 1847) verwendet. Dieser Plagiatsvorwurf wurde zuerst bereits 1899 von Peter Kropotkin in seinem Werk Memoirs of a revolutionary erhoben sowie später 1902 von V. N. Tscherkessow in Pages of Socialist History und von Pierre Ramus in Die Irrlehre und Wissenschaftslosigkeit des Marxismus im Bereich des Sozialismus, Wien-Klosterneuburg 1919.
Der Historiker Alexandre Skirda hat 2019 ein Buch zum Thema veröffentlicht, in dem alle Quellen dargestellt sind, die Karl Marx bei Victor Considerant für sein Manifest benutzt haben soll. Palmiro Togliatti, der Generalsekretär der Kommunistischen Partei Italiens (PCI) nannte Victor Considerants Schrift in seinem Vorwort zum Kommunistischen Manifest «eine Inspirationsquelle für das Kommunistische Manifest».

## Werke (Auszug, chronologisch)
- «Un pressentiment», in: Revue des deux mondes 4 (1831) Seiten 206–214.
- Destinée sociale, Paris: Libraires du Palais-Royal; Bureau de La Phalange 1834, 2 Bd., VII-558 S. und LXXXVI-351 S.
- Considérations sociales sur l’architectonique, Paris: Libraires du Palais Royal 1834, XLIX-84 S.
- «De la question politique et en particulier des abus de la politique actuelle», in: Débâcle de la politique en France, Paris: Bureau de la Phalange 1836.
- Déraison et dangers de l’engouement pour les chemins en fer. Avis à l’opinion et aux capitaux, Paris: La Phalange; Ducor 1838, 93 S.
- «La Paix ou la guerre. À la France et au corps électoral», in: La Phalange, 15. Februar 1839, Paris: Bureau de La Phalange 1839, 45 S.
- «De la propriété», in: La Phalange, 1. Juni 1839, Besançon, 16 S.
- Contre M. Arag: réclamation adressée à la Chambre des députés par les Rédacteurs du Feuilleton de la Phalange (suivi de) La théorie du droit de propriété, Paris: Au Bureau de la Phalange 1840, 80 S.
- Théorie générale de Fourier. Mémoire de M.*** lu dans la 5e section du Congrès, le 5 septembre 1841, par M. Victor Considerant, pour répondre à cette question du programme: «exposer et discuter la valeur des principes de l’École sociétaire fondée par Fourier», Lyon: Nourtier 1841.
- Bases de la politique positive. Manifeste de l’École sociétaire fondée par Fourier, Paris: Bureaux de la Phalange 1842, 218 S.
- Manifeste de la démocratie au XIXe siècle, 1843, 100 S.
- De la politique nouvelle convenant aux intérêts actuels de la société et de ses conditions de développement par la publicité, Paris: Bureaux de La Phalange 1843.
- Petit cours de politique et d’économie sociale à l’usage des ignorants et des savants, Paris: La Librairie sociétaire 1844, 52 S.
- Théorie de l’éducation naturelle et attrayante, dédiée aux mères, Paris: Librairie de l’École sociétaire 1844, XVI, 194 S.
- Exposition abrégée du système phalanstérien de Fourier suivie de Études sur quelques problèmes fondamentaux de la Destinée sociale, Paris: À la librairie sociétaire 1846.
- Principes du socialisme. Manifeste de la démocratie au XIXe siècle …; suivi du Procès de la démocratie pacifique, Paris: Librairie phalanstérienne 1847, IV-157 S.
- Le Socialisme devant le vieux monde ou le vivant devant les morts, Paris: Librairie phalanstérienne 1848, VII-264 S.
- Théorie du droit de propriété et du droit au travail, Paris: Librairie phalanstérienne 1848.
- Journée du 13 juin 1849: simples explications à mes amis et à mes commettants, Paris: M. Lévy et frères 1849, 69 S.
- Du sens vrai de la doctrine de la rédemption, Paris: Librairie phalanstérienne 1849, VIII-89 S.
- La Solution ou le Gouvernement direct du peuple, Paris: Librairie phalanstérienne 1850, 63 S.
- Les Quatre Crédits ou 60 milliards à 1 ½ p. 100. Crédit de l’immeuble, crédit du meuble engagé, crédit du meuble libre ou du produit, crédit du travail, Paris, Librairie phalanstérienne 1851, 167 S.
- Ma justification, Bruxelles: Rozez 1854, 47 S.
- Au Texas, Bruxelles: au siège de la société de colonisation, Paris: Librairie Phalanstérienne 1855, 326 S.
- De l’instruction gratuite et obligatoire, Bruxelles; Leipzig: A. Schnée 1858, 56 S.
- Prédictions sur la guerre. La France imposant la paix à l’Europe, Paris: A. Le Chevalier 1870.
- La Paix en 24 heures dictée par Paris à Versailles. Adresse aux Parisiens, Paris: impr. Dubuisson 1871.
- Fouriers System der sozialen Reform. Mit einer einleitenden Abhandlung: Fourier und der Fourierismus von Georg Adler. C. L. Hirschfeld, Leipzig 1906.